# أفيف ألوش
افراهام أفيف ألوش (بالعبرية: אברהם אביב אלוש، من مواليد 12 يونيو 1982) ممثل إسرائيلي، مغني وعارض أزياء المعروفة للعب دور عاموس في مسلسل التفزيوني الجميلة والخباز عام 2013.

## نشاته
ولد في كريات بياليك في شمال إسرائيل وترعرع في كرميئيل. هو من أصل يهودي تونسي. خدم في لواء جولاني في قوات الدفاع الإسرائيلية.

## روابط خارجية
- أفيف ألوش على موقع IMDb (الإنجليزية)
- أفيف ألوش على موقع روتن توميتوز (الإنجليزية)
- أفيف ألوش على موقع ميوزك برينز (الإنجليزية)
- أفيف ألوش على موقع قاعدة بيانات الفيلم (الإنجليزية)